# Eligio Martínez
Eligio Martínez Villasboa (Asunción, 12 luglio 1955 – Asunción, 10 settembre 2024) è stato un calciatore paraguaiano naturalizzato boliviano, di ruolo difensore.

## Biografia
Nato nella capitale del Paraguay, si trasferì da giovane in Bolivia per giocare a calcio e vi rimase vent'anni. Si trasferì poi negli Stati Uniti d'America, a Dallas, ove lavorò nel settore del giardinaggio.

## Caratteristiche tecniche
Era considerato un difensore ruvido e falloso; dotato di buona forza fisica, aveva anche discrete attitudini offensive.

## Carriera

### Club
Fu notato dal tecnico tedesco Edward Virba, che lo portò con sé al Bolívar nel 1980. Martínez disputò 18 gare alla sua prima stagione in Bolivia, segnando tre reti. Lasciò poi il Bolívar per i rivali cittadini del The Strongest, poiché questi ultimi avevano guadagnato l'accesso alla Coppa Libertadores 1981. Con la squadra giallo-nera divenne presto titolare in difesa, giocando la maggior parte degli incontri tra il 1981 e il 1991: al termine della sua militanza nella società di La Paz aveva ottenuto 291 presenze, con 30 gol segnati. Nel 1992 ebbe un breve passaggio al Wilstermann di Cochabamba; tornò al The Strongest l'anno successivo, chiudendovi la carriera a 39 anni.

### Nazionale
Nel 1989 fece il suo esordio in Nazionale maggiore. Nello stesso anno venne incluso nella lista per la Copa América. Debuttò nella competizione il 4 luglio a Goiânia contro l'Uruguay, venendo impiegato come difensore centrale titolare. Venne schierato nel medesimo ruolo anche con Ecuador (6 luglio), Cile (8 luglio) e Argentina (10 luglio), risultando dunque presente in tutte le gare disputate dalla Bolivia nel torneo.

## Palmarès

### Club

#### Competizioni nazionali
- Campionato boliviano: 2

The Strongest: 1986, 1989